# Ianhedgea minutiflora
Ianhedgea minutiflora là một loài thực vật có hoa trong họ Cải. Loài này được (Hook. f. & Thomson) Al-Shehbaz & O'Kane mô tả khoa học đầu tiên năm 1999.